# Melk (flod)
 For alternative betydninger, se Melk (flertydig). (Se også artikler, som begynder med Melk)
Melk er en sydlig biflod til Donau i delstaten Niederösterreich i Østrig. Den udspringer i nærheden af Statzberg i området omkring Antion an der Jeßnitz, og floden flyder gennem byerne Oberndorf an der Melk, Diesendorf, Ruprechtshofen og Sankt Leonhard am Forst og udmunder i Donau i byen Melk. Målt ved Matzleinsdorf har floden Melk en vandgennemstrømning på 3 m3/sek. Mank er Melks vigtigste biflod.
48°14′6.7″N 15°19′56.51″Ø / 48.235194°N 15.3323639°Ø